# インフォグラム
インフォグラム・エンターテインメント（英: Infogrames Entertainment SA、IESA）は、フランスのリヨンを本拠地とする持株会社。ニューヨーク市を本拠地とするアタリ（Atari, Inc.）とアタリ・ヨーロッパの親会社。1983年、Bruno Bonnell と Christophe Sapet がコンピューター入門書の収益を元手に創業した。傘下の子会社を通して、主なゲーム機やパソコンなどを対象としてコンピュータゲームを開発販売している。
2009年の株主総会で、「インフォグラム」と「アタリ」の二重ブランドによる混乱を解消するため、アタリ（Atari SA）へと改称することを決定した。

## 創業期
創業者は社名を Zboub Système（zboub とはフランス語で「ペニス」の意）にしようとしていたが、法律家が説得して思いとどまらせた。創立者の一人ボーネルがテレビのインタビューで語ったところによると、彼らは異質な言葉を組み合わせて新語を作るコンピュータープログラムを使い、それで出てきた言葉の1つが "Infogramme" だったという。これはフランス語の単語である "informatique"（情報技術）と "programme"（プログラム）を組み合わせたかばん語である。これを若干修正した "Infogrames" が最終的に社名として採用となった。
ロゴはアルマジロをデザインしたもので、現在の本拠地に移転した際に使うようになった。ボーネルはこれについて、「この恐竜（原文では dinosaure）は我々のシンボルだ。アルマジロは氷河が溶け出し砂漠化する最悪の事態まで、環境の変化に適応して生き延びてきた」と述べている。
1980年代末ごろには、インフォグラムはフランスのコンピューターゲームメーカーとして知られるようになった。ゲームのアイデアが独創的で、内容がユーモラスという特徴があった。タンタン、アステリックス、Les Tuniques Bleuesといった人気のあるバンド・デシネのゲーム化権を獲得した。
1992年、3Dホラーアドベンチャーゲーム『アローン・イン・ザ・ダーク』をリリースし国際的に注目を集めた。

## 1996年-2002年 買収による成長
1996年、Bruno Bonnell率いるインフォグラムは、7年の月日と5億ドルの資金を費やし、一連の企業買収を開始した。これはインフォグラムをゲーム業界の国際的トップ企業にするという決意に基づいている。1999年には5500万ドルだった債務が2002年には4億9300万ドルに膨らんだが、売上高も2億4600万ドルから6億5000万ドルに成長した。
1996年、IESAは約1億ドルでOcean Softwareを買収し、Infogrames UKに改称した。1997年にはPhilips Media BVを買収。
1998年、IESAはゲーム販売業のOziSoftの株式を62.5%取得してInfogrames Australiaとし、残る株式もセガなどから買い取って2002年に完全子会社化した（総額370万ドル）。同年、ABS Multimedia、Arcadia、Swiss Gamecity GmbH といったゲーム販売業者も買収した。
1999年、IESAはGremlin Interactiveを4000万ドルで買収しInfogrames Sheffield Houseとしたが、2003年には閉鎖した。同年Accoladeを6000万ドルで買収。Beam Softwareも買収しInfogrames Melbourne House Pty Ltdと改称した。

### GTインタラクティブの買収
1999年12月、IESAはそれまでで最高額の企業買収を行った。インフォグラムはGTインタラクティブの70%の株式を1億3500万ドルで取得し、うち7500万ドルを新子会社の債務に設定した。2000年6月までにインフォグラムはGTインタラクティブにさらに3000万ドルを出資した。IESAは、GTインタラクティブはインフォグラムに全米販売網とゲーム資産（Driver、Oddworld、Unreal Tournamentなど）をもたらしたとして、この買収を正当化した。
GTインタラクティブの買収と同時に、傘下の開発スタジオ群としてHumongous Entertainment、Legend Entertainment、Reflections Interactiveも入手した。
GTインタラクティブはInfogrames, Inc.と改称した。
2000年、ゲームメーカーのParadigm Entertainmentを1950万ドルで買収。また、Den-o-Tech Int.（DTI）を560万ドルで買収しInfogrames DTIと改称した。

### ハズブロ・インタラクティブの買収
2001年1月、IESAはハズブロ・インタラクティブとハズブロが所有していた携帯型ゲーム機game.comの権利を1億ドルで取得。このうち9500万ドルはインフォグラムの株式450万株で支払い、残り500万ドルを現金で支払った。
ハズブロ・インタラクティブは買収に伴ってInfogrames Interactive, Inc.と改称した。IESAはこれにより、以下のブランドや資産を所有することとなった。
- マイクロプローズのブランドとゲーム資産。『シヴィライゼーション』、『ファルコン』、『ローラーコースタータイクーン』などがある。
- アタリのブランドとゲーム資産。『ミサイルコマンド』や『ポン』などがある。

マイクロプローズのイギリスのスタジオは2002年9月20日に閉鎖された。
またハズブロとの提携契約により、ハズブロの資産（ダンジョンズ&ドラゴンズ、Mr.ポテトヘッド、マイリトルポニーなど）に基づいたゲームの独占的な開発販売権を得た。この独占権は15年間の契約で、さらに状況によっては5年間延長できる。

### Eden GamesとShiny Entertainment
2002年、IESAはゲーム開発スタジオEden Games を410万ドル、Shiny Entertainment を4700万ドルで買収した。Eden Games 取得により『テストドライブ アンリミテッド』などの権利を獲得し、Shiny Entertainment 取得により『ENTER THE MATRIX』の権利を獲得した。特に後者は映画『マトリックス』を基にした最初のゲームであり、500万本以上を売り上げたゲームである。

## アタリグループ
2001年10月、IESAはAtari InteractiveをInfogrames Interactiveの完全子会社として創設し、アタリのブランドを復活させ、MXriderをリリースした。2003年5月7日、IESAはグループの公式な再編を行った。北米部門はアタリ（Atari, Inc.）となってNASDAQに独自に上場し、ヨーロッパ部門はAtari Europeとし、Infogrames Interactive, Inc.はAtari Interactive, Inc.に改称した（IESAの完全子会社）。Infogrames Australia Pty LtdはAtari Australia Pty Ltd、Infogrames Melbourne House Pty LtdはAtari Melbourne House Pty Ltd、Infogrames UKはAtari UKとし、IESA自身は持株会社となった。つまり、グループ企業のほとんどは「アタリ」を名乗るようになり、持株会社のみインフォグラムの名を残した。
Atari, Inc.は公開会社だが、2007年現在の筆頭株主は California U.S. Holdings, Inc. であり、この会社はIESAの完全子会社である。アタリの商標は Atari Interactive, Inc. が所有し Atari, Inc. はそこからライセンス供与されている形になっている（ライセンス期間は2013年まで）。Atari, Inc. は、IESAおよびその子会社である Atari Interactive, Inc. などの知的資産を北米で販売またはサブライセンス提供する権利を有する。
オーストラリアのアタリはコナミ・ヨーロッパ、Codemasters UK、Eidos Interactive、SCiなどのゲームの販売も手がけている。コナミはオーストラリア支社を持っているが、そちらはアーケードゲーム機などを専門としている。

## 財政問題
2002年度、IESAは売上高6億5000万ドルで670万ドルの純損失を計上し、2003年度には純損失が890万ドルに増大した。2006年度には売上高5億2500万ドルで2億100万ドルの純損失、約2億9000万ドルの債務があるとした。1999年から2006年までの損失を累計すると5億ユーロになる。
2004年、インフォグラムは『シヴィライゼーション』の権利をテイクツー・インタラクティブに2230万ドルで売却し、Legend Entertainmentのスタジオを閉鎖した。また同年、Epic Gamesがミッドウェイゲームズと契約したため、インフォグラムは人気の高いUnrealシリーズの権利を失った。2005年6月、インフォグラムはダンジョンズ&ドラゴンズを除くハズブロの資産（トランスフォーマー、マイリトルポニー、四目並べなど）のゲーム化権をハズブロに650万ドルで返却した。
2006年4月、創業者のBruno Bonnellがインフォグラムを退職し、同時に財政再建のために自身の所有していたIESAの株式24%の権利を会社に譲渡した。その後もインフォグラムは知的資産や開発スタジオの切り売りなどを行い、破産の危機を乗り越えた。
2006年5月、IESAはスタントマンの権利をTHQに売却し、Timeshiftの権利をSaber Interactiveに売却した。これにより1300万ドルの収入を得ている。THQはIESAから開発スタジオParadigm Entertainmentも取得した。2006年6月、開発スタジオReflections InteractiveとDriverというゲームの権利を2160万ドルでユービーアイソフトに売却した。同年10月には160万ドルでShiny EntertainmentをFoundation 9 Entertainmentに売却した。同年11月、Atari Melbourne HouseがKrome Studiosに売却され、Krome Studios Melbourneと改称された。
2007年、インフォグラムはアタリの経営陣の20%を解雇した。2006から2007年度、アタリは700万ドルの純損失を計上した。

## Atari, Inc.の完全子会社化
2008年3月6日、インフォグラムはAtari, Inc.の残りの公開株を1株1.68ドル、合計1100万ドルで取得することを提案した。これによりAtari, Inc.はインフォグラムの完全子会社となる。2008年4月30日、Atari, Inc.はインフォグラムの提案を受け入れた。
2008年10月9日、インフォグラムはAtari, Inc.の完全子会社化を完了した。これにより「アタリ」のブランドは再びインフォグラムが独占することになった。インフォグラムは、これによって経営コストが低減され、オンラインゲームに注力できるようになるとした。

## バンダイナムコによるAtari EuropeとDistribution Partnersの子会社化
2008年12月、インフォグラムは2670万ドルでCryptic Studiosを買収した。同社はMMORPGを開発しており、オンラインゲーム関連を強化する方針に則った買収だった。
2009年5月、バンダイナムコホールディングスはインフォグラムからAtari Europeを取得した。インフォグラムのヨーロッパでの販売とマーケティングはDistribution Partnersが行うことになった。Distribution Partners は2008年9月、バイダイナムコとインフォグラムが合弁事業として立ち上げた会社である。インフォグラムは同社を「ヨーロッパ、アジア、南アメリカでのインフォグラムの販売流通網」の再編であるとした。これはPAL採用地域に対応した流通網にほぼ相当する。Distribution Partnersの株式のうち、34%はバンダイナムコが所有し、66%はアタリが所有していた。
2009年3月、インフォグラムは同社が所有するDistribution Partnersの66%の株式を手放すことを発表した。同年6月、Distribution Partnersの66%の株はバンダイナムコに売却された（Atari Europeとの前後関係に注意）。インフォグラムは一連の動きについて「アタリがオンラインゲームの開発・製造に集中するため」としている。
取引が完了するとDistribution PartnersはNamco Bandai Partnersと改称した。この時点で同社は17の支社があり、50カ国で活動していた。
以上のようなリストラ後もインフォグラムは黒字化を目指して苦闘している。2008年度の純損失は5110万ユーロ（7217万ドル）、2009年度（3月末）の純損失は2億2610万ユーロ（3億1933万ドル）となっている。

## インフォグラム・エンターテインメントからの改称
2009年5月、年次株主総会でIESAは名称を子会社に合わせて「アタリ」(Atari) に統一することを発表した。これについてAtari, Inc.のCEO Jim Wilsonは「我々はインフォグラムとアタリの二重性とそれにまつわる混乱を除去した。我々は1つのブランドの下で一体となって経営する単純な企業である」とコメントした。
インフォグラムの5月29日の会計報告には以下のようにある。
「取締役会はインフォグラム・エンターテインメントの名前をアタリに変えることに合意した。この決定により、世界的に知られているアタリブランドを最大限活用できるようになり、当社のオンライン戦略、製品戦略、ライセンス戦略を実施する際の原動力になる」
7月24日の会計報告ではさらに名称の変更がInfogrames, S.A.からAtari, S.A.への変更であることが明確化された。また、子会社群やアタリブランドの総称として「アタリグループ」（Atari Group）という呼称を引き続き使用することも明記されている。

## 開発子会社

### 現行
- アタリグループ（2001年にブランド名の権利を取得）
  - Atari Benelux
  - Atari Brazil Ltd.
  - Atari Corp. (UK) Ltd.
  - Atari Deutschland
  - Atari France
  - Atari Hellas EURL
  - Atari Iberica Distribucion
  - Atari ITALIA
  - Atari, Inc.（ニューヨーク）
  - アタリジャパン
  - Atari Korea Ltd.
  - Atari Nordic
  - Atari UK Ltd.
  - Eden Games S.A.S.

### 消滅
- Accolade（サンノゼ） - 1984年創業、1999年買収、ロスアンゼルスのスタジオに併合。
- Atari Interactive Chipping Sodbury - マイクロプローズの一部として1982年創業。2002年9月閉鎖。
- Atari Interactive Hunt Valley Studio - マイクロプローズの一部として1982年創業。2003年11月3日閉鎖。
- Atari Interactive Beverly - 2005年2月10日閉鎖。
- Atari Interactive Santa Monica - 2005年2月10日閉鎖。
- Atari UK（マンチェスター） - 1984年 Ocean Software として創業、1998年買収、2004年改称、2005年閉鎖。
- Gremlin Interactive（シェフィールド） - Gremlin Graphics Software Ltd として1984年創業、1999年買収、2003年閉鎖。
- Humongous Entertainment - 1992年創業、GTインタラクティブが1996年7月買収、2005年閉鎖。
- Infogrames Interactive Alameda Studio - マイクロプローズの一部として1982年創業。1999年12月閉鎖。
- Infogrames Interactive Chapel Hill - マイクロプローズの一部として1982年創業。1999年12月閉鎖。
- Legend Entertainment（バージニア州） - 1989年創業、1999年12月買収、2004年1月16日閉鎖。
- WizardWorks Software（ミネアポリス） - GTインタラクティブが1996年買収、2004年Beverly事務所に吸収。

### 売却
- Atari Melbourne House Pty Ltd. - Beam Software として1999年創業、Krome Studios に売却。
- Atari Australia Pty Ltd（シドニー） - 1982年 Ozisoft Pty Ltd として創業、2002年4月15日完全買収、2009年7月7日バンダイナムコホールディングスに売却。
- MacSoft（ミネソタ州） - 1993年創業、2003年1月30日 Destineer に売却。
- Paradigm Entertainment（テキサス州） - 1998年5月創業、2000年6月29日 Atari Interactive が買収、2006年5月THQに売却。
- Reflections Interactive（ニューカッスル・アポン・タイン） - 1984年創業、2006年8月ユービーアイソフトに売却。
- Shiny Entertainment（ラグナ・ビーチ） - 1993年創業、2002年買収、2006年10月 Foundation 9 Entertainment に売却。
- Atari Europe - 2003年創業、2009年バンダイナムコホールディングスに売却され Distribution Partners に吸収[58][59]。
- Cryptic Studios（ロスガトス(カリフォルニア州)） - 2000年6月創業、2008年12月 Atari SA が買収、2011年5月Perfect World Entertainmentに売却。